# Saboya (departamento)
Saboya (73; en francés Savoie y en arpitano Savouè d'Aval) es un departamento francés situado en la región de Auvernia-Ródano-Alpes.

## Historia
El departamento de Saboya fue creado en el año 1860 cuando el antiguo Ducado de Saboya pasó a soberanía francesa y fue dividido en dos departamentos: Saboya y Alta Saboya.

## Geografía
El departamento de Saboya forma parte de la región de Ródano-Alpes. Limita con los departamentos de la Alta Saboya al norte, Ain e Isère al oeste, y Altos Alpes al sur; así como con Italia al este.

## Demografía
| 1801    | 1831    | 1841    | 1851    | 1856    | 1861    | 1866    |
| ------- | ------- | ------- | ------- | ------- | ------- | ------- |
| ----    | ----    | ----    | ----    | ----    | 275.039 | 271.663 |
| 1872    | 1876    | 1881    | 1886    | 1891    | 1896    | 1901    |
| 267.958 | 268.361 | 266.438 | 267.428 | 263.297 | 259.790 | 254.781 |
| 1906    | 1911    | 1921    | 1926    | 1931    | 1936    | 1946    |
| 253.297 | 247.890 | 225.034 | 231.210 | 235.544 | 239.115 | 235.965 |
| 1954    | 1962    | 1968    | 1975    | 1982    | 1990    | 1999    |
| 252.192 | 266.678 | 288.921 | 305.118 | 323.675 | 348.261 | 373.258 |

Las principales ciudades son (datos del censo de 1999):
- Chambéry (55.786 habitantes, 113.457 en la aglomeración)
- Aix-les-Bains (25.732 habitantes, 40.278 en la aglomeración)
- Albertville (17.340 habitantes, 31.162 en la aglomeración)

## Economía
Además de las antiguas actividades tradicionales ganaderas y agrícolas, la minería y la industria, la segunda mitad del siglo XX vio el auge del turismo invernal en Saboya, donde se ha convertido en una fuente de riqueza de primer orden. Cuenta con las principales estaciones de esquí del mundo, tanto a nivel de facturación, de tamaño, como de número de esquiadores. Las más importantes se concentran esencialmente en el Tarentaise (nombre que recibe la parte alta del valle del Isère) y en Beaufortain. Esta concentración provoca una fuerte presión sobre las infraestructuras, cosa que ha llevado en el caso del tren al establecimiento de enlaces por TGV con París, Londres y el Benelux y en el caso de las carreteras al colapso de las autopistas cada sábado de la temporada invernal (día de cambio en las estaciones).
El dinamismo de los centros invernales permitió la organización de los Juegos Olímpicos de Invierno de 1992 en Albertville.

### Dominios de esquí
Saboya cuenta con grandes dominios de esquí con estaciones conocidas a nivel mundial:
- Les 3 Vallées 
  - Courchevel
  - Les Menuires
  - Méribel
  - Val-Thorens
- Espace Killy 
  - Tignes
  - Val d'Isère
- Paradiski
  - Les Arcs
  - La Plagne

## Política
En 2011, fue reelegido como presidente del Consejo General del departamento el conservador Hervé Gaymard (UMP), que ocupa este cargo desde 2008, reelegido gracias a su edad (tiene 3 años más que su adversario socialista, el actual ministro de Asuntos Europeas).
Las principales atribuciones del Consejo General son votar el presupuesto del departamento y escoger de entre sus miembros una comisión permanente, formada por un presidente y diversos vicepresidentes, que será el ejecutivo del departamento. Actualmente, la composición política de esta asamblea es la siguiente:
- Unión por un Movimiento Popular (UMP): 8 consejeros generales
- No-adscritos de derecha: 11 consejeros generales
- MoDem: 1 consejero general
- Partido Socialista Francés (PS): 7 consejeros generales
- No-adscritos de izquierda: 9 consejeros generales
- Partido Comunista Francés (PCF): 2 consejeros generales

## Gentilicio y lingüística
El gentilicio más apropiado es saboyardo; en Saboya se habla como lengua local el dialecto del arpitano llamado savoiard.